# Solchi cardiaci
I solchi cardiaci sono delle incisure che troviamo sulla superficie esterna del cuore, che è percorsa appunto da due incisure che si incrociano perpendicolarmente sulle facce diaframmatica e sternocostale dell'organo.
Possiamo distinguere le seguenti strutture:
1. il solco coronarico è posto fra il terzo superiore e i due terzi inferiori del cuore, passa a destra sotto l'auricola destra, prosegue sulla faccia diaframmatica, abbraccia la faccia sinistra per arrivare sulla faccia sternocostale, nascosto dall'auricola sinistra. In esso scorrono da destra a sinistra l'arteria coronaria destra, il ramo circonflesso dell'arteria coronaria sinistra e la grande vena cardiaca;
2. i due solchi interventricolari , anteriore e posteriore, che sono anche noti come solco longitudinale dei ventricoli. Nella parte anteriore decorrono parallele l'arteria discendente anteriore, ramo della coronaria sinistra, e la grande vena cardiaca. Nella parte posteriore decorrono l'arteria interventricolare posteriore, ramo della coronaria destra, e la vena cardiaca media;
3. il solco interatriale non è visibile anteriormente, ma solo posteriormente: inizia in alto in corrispondenza dello sbocco della vena cava superiore e termina in basso nella parte sinistra del solco coronarico, quindi non si continua direttamente nel solco interventricolare posteriore.